# Carbeto de boro
O carbeto de boro, (fórmula química B4C), também chamado carboneto de boro, é um material cerâmico extremamente duro usado em armaduras de tanques, coletes a prova de balas, reatores nucleares e diversas outras aplicações industriais. Com dureza de 9.3 na escala de Mohs, é o quinto material mais duro conhecido, atrás apenas do nitreto de boro, diamante, fulereno ultraresistente (C60) e das nanobarras agregadas de diamante.

## Produção
Descoberto no século XIX como um subproduto de reações envolvendo boretos metálicos, foi somente a partir da década de 1930 que o material foi estudado cientificamente. Atualmente, o carbeto de boro é produzido em escala industrial pela redução carbotérmica do trióxido de boro em fornos de arco elétrico (2400 °C):
2B2O3 + 7C → B4C + 6CO
Produção de carbeto de boro em grânulos cristalinos
2B2O3 + 6Mg + C → B4C + 6MgO
Produção de carbeto de boro em pó

## Utilização
Sua capacidade de absorver nêutrons sem a formação de radioisótopos duráveis o torna ideal para absorção de radiações de nêutrons nas centrais nucleares, onde é utilizado em blindagem e nas barras de controle dos reatores. É utilizado também como abrasivo (na lapidação e jateamento) e no tratamento de superfícies metálicas expostas a condições extremas, onde é necessária alta resistência a desgaste e baixa coeficiência de fricção, p.ex., engrenagens industriais, roscas extrusoras e componentes automotivos